# Mucropetraliella armata
Mucropetraliella armata is een mosdiertjessoort uit de familie van de Petraliidae. De wetenschappelijke naam van de soort is voor het eerst geldig gepubliceerd in 1913 door Waters.